# Superpuchar Hiszpanii w piłce siatkowej mężczyzn (2020)
Superpuchar Hiszpanii w piłce siatkowej mężczyzn 2020 – 23. edycja rozgrywek o Superpuchar Hiszpanii zorganizowana przez Królewski Hiszpański Związek Piłki Siatkowej, rozegrana 26 września 2020 roku w Pabellón Los Planos w Teruelu. W meczu o Superpuchar udział wzięły dwa kluby: CV Teruel oraz Unicaja Costa de Almería.
Po raz dziewiąty zdobywcą Superpucharu Hiszpanii został CV Teruel.
MVP spotkania wybrany został zawodnik CV Teruel - Jordi Ramón.

## Drużyny uczestniczące
| Drużyna                  | Osiągnięcia w sezonie 2019/2020 |
| ------------------------ | ------------------------------- |
| CV Teruel                | zdobycie Pucharu Hiszpanii      |
| Unicaja Costa de Almería | finał Pucharu Hiszpanii         |

## Mecz
Sobota, 26 września 2020 – 18:30 (UTC+02:00) • Pabellón Los Planos, Teruel
Widzów: 300
Czas trwania meczu: 80 minut
Sędziowie: Juan Mario Bernaola i José Luis Arrarte
| CV Teruel          | 3:0                          | Unicaja Costa de Almería |
| Jordi Ramón 15 pkt | (25:19, 25:13, 25:18) raport | Francisco Iribarne 8 pkt |

| Poz.                 | Nr | Zawodnik          | 1           | 2          | 3          | 4 | 5 | Pkt |
| -------------------- | -- | ----------------- | ----------- | ---------- | ---------- | - | - | --- |
| Ś                    | 2  | Manuel Parres     | 6 trzy      | 7 cztery   | 6 trzy     |   |   | 3   |
| P                    | 7  | Jordi Ramón       | 5 dwa       | 6 trzy     | 5 dwa      |   |   | 15  |
| R                    | 8  | César Martín      | 4 jeden     | 5 dwa      | 4 jeden    |   |   | 3   |
| Ś                    | 15 | Mart Naaber       | 9 sześć     | 4 jeden    | 9 sześć    |   |   | 7   |
| A                    | 19 | Filip Gavenda     | 7 cztery    | 8 pięć     | 7 cztery   |   |   | 13  |
| P                    | 21 | Thomas Ereú       | 8 pięć      | 9 sześć    | 8 pięć     |   |   | 14  |
| L                    | 18 | Aharón Gámiz      | L           | L          | L          |   |   |     |
| Zmiany               |    |                   |             |            |            |   |   |     |
| Ś                    | 3  | Víctor Rodríguez  | 17 zmiana8  |            | 17 zmiana8 |   |   |     |
| R                    | 11 | Milan Jovanović   | 30 zmiana21 |            |            |   |   |     |
| P                    | 20 | Mariano Vildosola |             | 16 zmiana7 | 16 zmiana7 |   |   |     |
| Nie weszli na boisko |    |                   |             |            |            |   |   |     |
| Ś                    | 9  | Pablo Bugallo     |             |            |            |   |   |     |
| P                    | 17 | Javier Igual      |             |            |            |   |   |     |
| Trener               |    |                   |             |            |            |   |   |     |
| Miguel Rivera        |    |                   |             |            |            |   |   |     |

| Poz.                 | Nr | Zawodnik             | 1           | 2           | 3           | 4 | 5 | Pkt |
| -------------------- | -- | -------------------- | ----------- | ----------- | ----------- | - | - | --- |
| A                    | 1  | Augusto Colito       | 9 sześć     | 9 sześć     |             |   |   | 5   |
| P                    | 3  | Marlon Palharini     | 4 jeden     | 4 jeden     |             |   |   | 3   |
| R                    | 4  | Ignacio Sánchez      | 6 trzy      | 6 trzy      | 9 sześć     |   |   | 2   |
| A/Ś                  | 9  | Alejandro Vigil      | 5 dwa       | 5 dwa       | 6 trzy      |   |   | 6   |
| P                    | 10 | Francisco Iribarne   | 7 cztery    | 7 cztery    | 7 cztery    |   |   | 8   |
| Ś                    | 14 | Miguel Ángel Fornés  | 8 pięć      | 8 pięć      | 5 dwa       |   |   | 2   |
| L                    | 11 | Mario Ferrera        | L           | L           | L           |   |   |     |
| Zmiany               |    |                      |             |             |             |   |   |     |
| Ś                    | 6  | Jean Pascal Diedhiou |             |             | 8 pięć      |   |   | 1   |
| R                    | 7  | Esteban Villareal    | 18 zmiana9  | 13 zmiana4  | 23 zmiana14 |   |   |     |
| P                    | 13 | Carlos Jiménez       | 19 zmiana10 | 19 zmiana10 | 4 jeden     |   |   | 2   |
| Nie weszli na boisko |    |                      |             |             |             |   |   |     |
| L                    | 15 | Francisco Sáez       |             |             |             |   |   |     |
| Trener               |    |                      |             |             |             |   |   |     |
| Manolo Berenguel     |    |                      |             |             |             |   |   |     |

## Statystyki meczowe
| TER | STATYSTYKI        | ALM |
| 75  | MAŁE PUNKTY       | 50  |
| 37  | ATAK              | 28  |
| 10  | BLOK              | 1   |
| 8   | SERWIS            | 0   |
| 20  | BŁĘDY PRZECIWNIKA | 21  |

## Ustawienie wyjściowe drużyn
| Martín Ramón Parres Gavenda Ereú Naaber Gámiz Palharini Vigil Sánchez Iribarne Fornés Colito Ferrera |